# 25108 Боштрьом
25108 Боштрьом (25108 Boström) — астероїд головного поясу, відкритий 14 вересня 1998 року.
Тіссеранів параметр щодо Юпітера — 3,367.